# Kujawsko-Pomorskie Centrum Kultury w Bydgoszczy

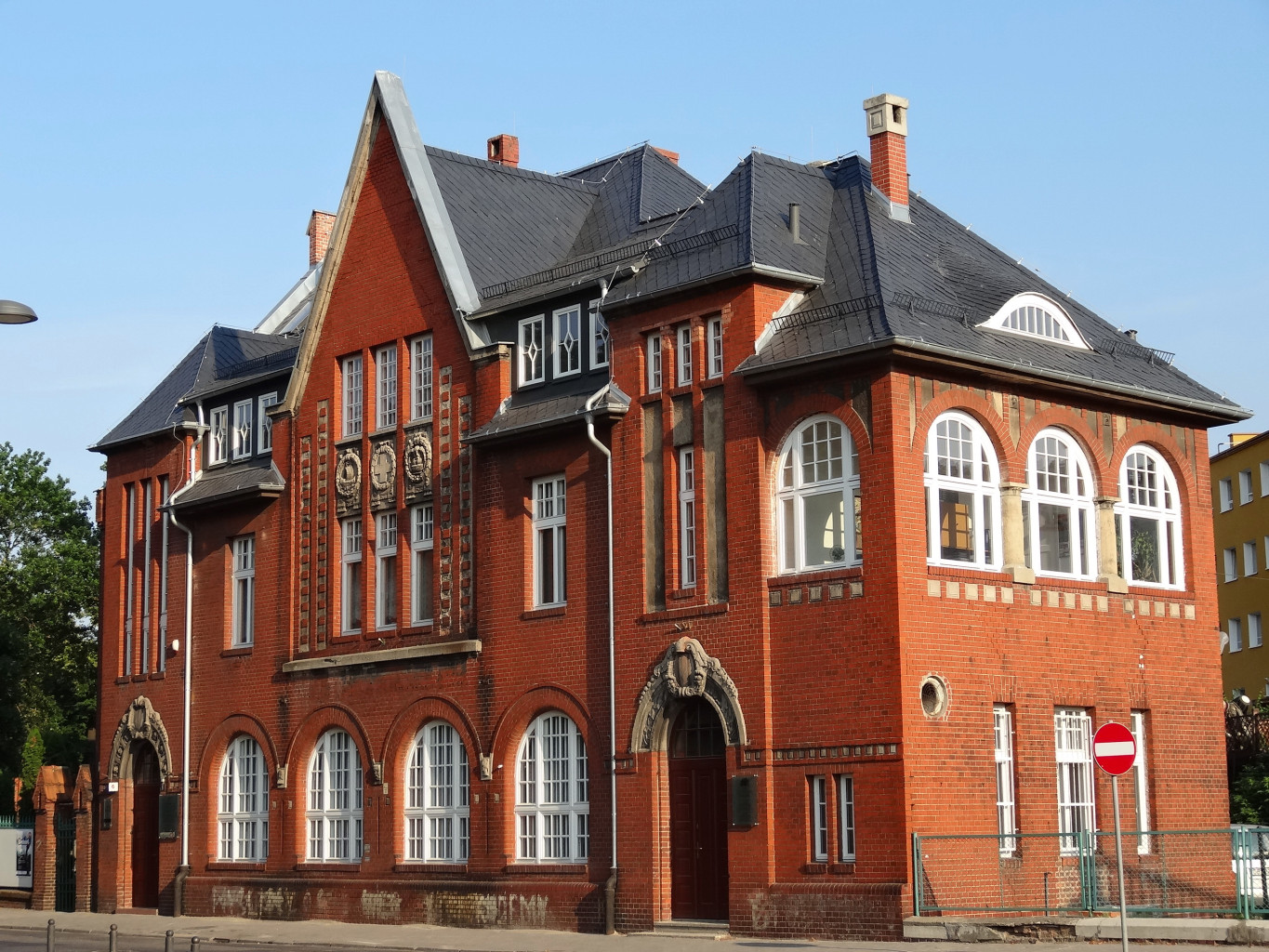
Budynek przed przebudową

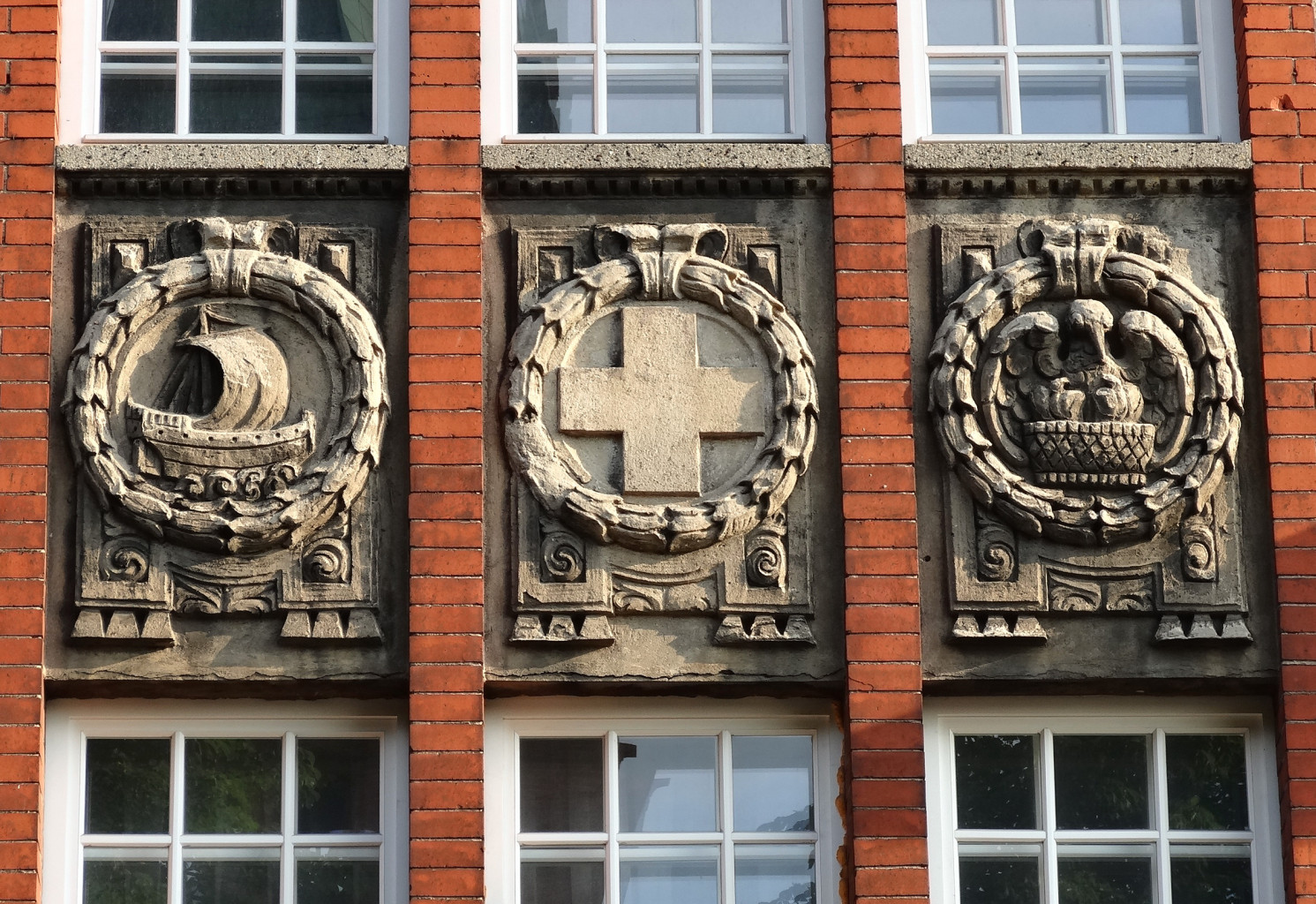
Symbole na elewacji budynku

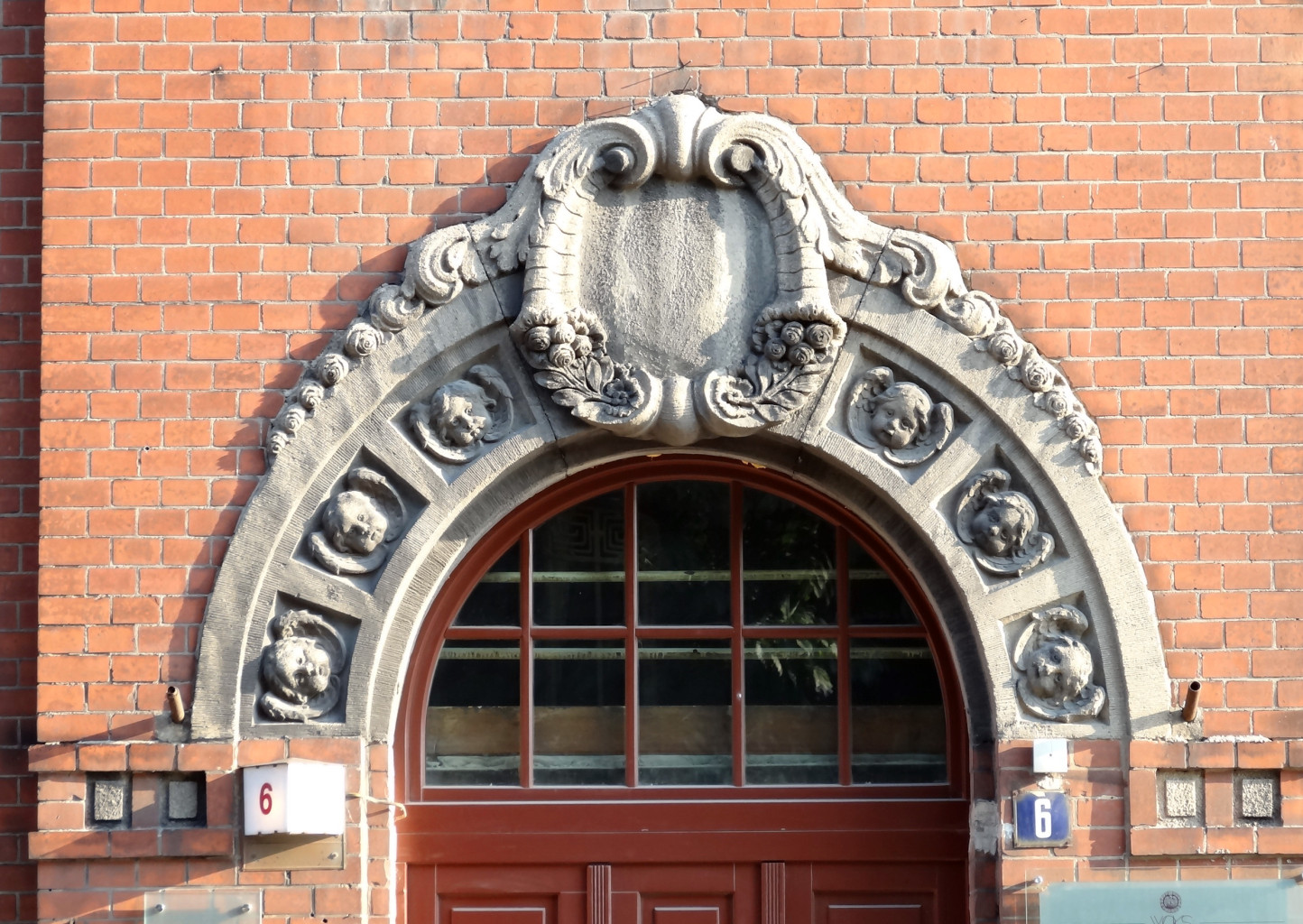
Zwieńczenie portalu

Kujawsko-Pomorskie Centrum Kultury w Bydgoszczy – samorządowa instytucja kultury utworzona w 1956 roku.

## Charakterystyka
KPCK jest placówką upowszechniania kultury, która swoją działalnością obejmuje obszar województwa kujawsko-pomorskiego. Wypełniając swoje zadania statutowe podejmuje szereg działań z zakresu animacji kulturalnej: wspiera amatorski ruch artystyczny, prowadzi działalność edukacyjną i instrukcyjno-metodyczną, współpracuje z placówkami kultury, środowiskami twórczymi, stowarzyszeniami kulturalnymi.
Ośrodek realizuje projekty o znaczeniu regionalnym, ogólnopolskim i międzynarodowym – festiwale, przeglądy, konkursy, wystawy, koncerty, konferencje naukowe, warsztaty, imprezy plenerowe. KPCK prowadzi także działalność wydawniczą (m.in. „Materiały do dziejów kultury i sztuki Bydgoszczy i regionu”, „Kwartalnik Artystyczny – Kujawy i Pomorze”). Specjalnością ośrodka jest Infolinia Kulturalna oferująca informacje o wydarzeniach kulturalnych regionu. Przy Kujawsko-Pomorskim Centrum Kultury działa też Galeria Sztuki Ludowej i Nieprofesjonalnej.
Ośrodek organizuje na terenie Bydgoszczy i całego regionu kujawsko-pomorskiego szereg przeglądów i festiwali kulturalnych. Do najbardziej znanych należą m.in. Bydgoszcz Buskers Festiwal - Międzynarodowe Spotkania Artystów Ulicznych, Bydgoski Blues & Folk Festiwal, Ogólnopolskie Konfrontacje Zespołów Tanecznych i wiele innych.
26 marca 1996 z inicjatywy Wojewódzkiego Ośrodka Kultury, Wyższej Szkoły Pedagogicznej oraz Ogólnopolskiego Stowarzyszenia Seniora przy WOK powstał Uniwersytet Trzeciego Wieku. Przewodniczącym jego Rady Naukowo-Programowej został prof. dr hab. Roman Ossowski.

## Historia
Placówka powstała w styczniu 1955 r. pod nazwą Wojewódzki Dom Kultury Związków Zawodowych z siedzibą w gmachu przy ul. Toruńskiej 30 w Bydgoszczy. Już w grudniu 1956 roku na bazie powyższej placówki związkowej powołano Wojewódzki Dom Kultury, którego działalność koncentrowała się wokół zagadnień instrukcyjno-metodycznych. Do czasu otwarcia w 1974 r. Pałacu Młodzieży, WDK był najważniejszą placówką wychowania pozaszkolnego w Bydgoszczy, prowadził jednocześnie działalność środowiskową, zwłaszcza dla mieszkańców osiedla Szwederowo.
Od 1963 r. WDK stał się instytucją nadrzędną, nadzorującą pracę merytoryczną placówek kulturalno-oświatowych ówczesnego województwa bydgoskiego, co wyrażało się w inspirowaniu poczynań kulturalnych, szkoleniu pracowników i działaczy kultury. W okresie tym WDK mógł poszczycić się również szeroką ofertą programową skierowaną do środowiska bydgoskiego. Organizował i współorganizował takie imprezy jak: Zjazd Pisarzy Ziem Zachodnich i Północnych, Festiwal „Sztuka Faktu”, Ogólnopolska Giełda Pomysłów, Ogólnopolski Przegląd Amatorskiego Ruchu Seniora „ARS”, szereg cykli edukacyjnych dla dzieci i młodzieży, i innych inicjatyw z których część realizowana jest do dziś. W 1975 r. WDK skupiał 9 kół zainteresowań, m.in.: teatralne, muzyczne, filmowe i fotograficzne, plastyczne, hobbystyczne, oświatowe, seniora.
W lipcu 1982 r. nastąpiła zmiana nazwy instytucji na Wojewódzki Ośrodek Kultury przy zachowaniu dotychczasowego zakresu działań. Kolejna zmiana – tak w układzie merytorycznym jak i organizacyjnym – nastąpiła w 1990 roku w związku z wprowadzeniem Ustawy o Samorządzie Terytorialnym. Wówczas to uległa likwidacji cała sfera nadzoru, zmieniając relacje WOK-u z mniejszymi placówkami regionu w układ partnerski.
W 2001 r. WOK otrzymał nową siedzibę przy Pl. Kościeleckich 6; w maju 2009 roku nastąpiła kolejna zmiana nazwy instytucji, która brzmiała: Wojewódzki Ośrodek Kultury i Sztuki „Stara Ochronka” w Bydgoszczy. Człon „Stara Ochronka” nawiązywał do zabytkowej siedziby budynku, w której aż do początku lat 50. XX w. mieściło się schronisko dla niemowląt. 23 czerwca 2014 r. decyzją Sejmiku Województwa Kujawsko-Pomorskiego Wojewódzki Ośrodek Kultury i Sztuki „Stara Ochronka” zmienił swoją nazwę na Kujawsko-Pomorskie Centrum Kultury w Bydgoszczy.

### Historia siedziby ośrodka przy Pl. Kościeleckich 6 w Bydgoszczy
Budynek został wzniesiony w latach 1908–1909 z inicjatywy Ojczyźnianego Związku Kobiet jako Zakład Leczniczy dla Niemowląt. Bardzo duża śmiertelność wśród niemowląt (w 1908 w Bydgoszczy wynosiła 22%) spowodowana szczególnie przez ostre choroby zakaźne, zapalenie płuc i biegunki sprawiła pilną potrzebę usprawnienia opieki medycznej. Cesarzowa niemiecka Augusta Wiktoria wystąpiła z apelem o budowanie w większych miastach specjalnych żłobków dla niemowląt (niem. Säulingsheime). W Bydgoszczy powstała specjalna fundacja, która postawiła sobie za cel budowę szpitalnego żłobka połączonego z kuchnią ludową dla ubogich. Magistrat przekazał nieodpłatnie działkę budowlaną przy obecnym pl. Kościeleckich (niem. Hann von Weyhern Platz), obok istniejącej już szkoły i fary ewangelickiej. Do pisemnego nadania tejże działki dołączony był projekt budowlany rzeczonego zakładu, sporządzony przez miejskiego radcę budowlanego Carla Meyera. Środki na budowę w wysokości 60 tys. marek przekazał bogaty rentier bydgoski Julius Berger i na jego osobiste życzenie zakład ów nazwano imieniem cesarzowej – Auguste-Viktoria-Heim. Na parterze budynku znalazła miejsce kuchnia dla ubogich, z jadalnią dla 100 osób. Piętro zajmował ośrodek dla niemowląt będący niewielkim, 25 łóżkowym szpitalem z 3 salami chorych, oszkloną werandą, tarasem, kuchnią, łazienką, mieszkaniem dla siostry przełożonej i piastunek. Na poddaszu zlokalizowano pralnię, suszarnię oraz pokój dla personelu pomocniczego.
Uroczyste poświęcenie budynku odbyło się 2 kwietnia 1909 r., a 1 lipca szpital rozpoczął swoją działalność. Do szpitala, który rychło zaczęto zwać kliniką dla małych dzieci (niem. Kleinkinder Klinik), przyjmowano chore niemowlęta z ubogich rodzin nie tylko z Bydgoszczy, ale także z dalszych regionów, np. z Prus Zachodnich, Śląska czy Brandenburgii. Rocznie opieką obejmowano około 130 małych pacjentów, a przy ośrodku utworzono także poradnię dla samotnych, niedoświadczonych matek. Podczas I wojny światowej w szpitalu organizowano także kursy pielęgniarskie, a wśród pracujących tu lekarzy znaleźli się dr Elimar Schendell i dr Hermann Dietz.
Po I wojnie światowej istnienie odrębnego ośrodka szpitalnego dla niemowląt nie było już konieczne, jego rolę przejął oddział dziecięcy w szpitalu św. Floriana. Dotychczasowa Klinika dla Niemowląt kierowana przez dr Hermanna Dietza zachowała swój charakter do 1926 roku, po czym władze miejskie wydzierżawiły obiekt od Niemieckiego Stowarzyszenia Kobiet (niem. Deutscher Frauenverein) i zorganizowały tu Ochronkę dla Niemowląt (porzuconych, nieślubnych do 2 roku życia). Zatrudniano 6 sióstr miłosierdzia, 5 służących, 2 uczennice i palacza, później również mamki do karmienia piersią. Rocznie przebywało tu około 140 dzieci.
W 1939 r. Niemcy przywrócili w budynku ośrodek dla niemowląt, a po II wojnie światowej obiekt nadal służył lecznictwu: w latach 1945–1946 mieściła się tu Stacja Opieki nad Matką i Dzieckiem. Potem na krótki czas zmieniono jego funkcję – budynek przez kilka miesięcy zajmowało wojsko, a przez następne kilka lat służył celom mieszkalnym. W latach 1951–2000 znajdowała się tu Specjalistyczna Poradnia Dziecięca działająca w ramach Centralnej Wojewódzkiej Poradni Ochrony Macierzyństwa i Zdrowia Dziecka. W 2000 r. budynek zmienił funkcję, obecnie mieści się tu siedziba Kujawsko-Pomorskiego Centrum Kultury w Bydgoszczy.
W 2014 – po przeprowadzeniu remontu dotychczasowej części gmachu – zbudowano nowe skrzydło budynku, mieszczące m.in. salę widowiskową.

### Galeria Sztuki Ludowej i Nieprofesjonalnej
Galeria Sztuki Ludowej i Nieprofesjonalnej przy KPCK w Bydgoszczy działa od 1991 roku. Jej siedziba znajdowała się na bydgoskim Starym Rynku. W 2015 r.przeniesiono GSLiN do siedziby głównej KPCK W Galerii można obejrzeć i zakupić unikalne dzieła twórców ludowych i nieprofesjonalnych z zakresu rzeźby, malarstwa, haftu, garncarstwa, zabawkarstwa, plecionkarstwa i innych form sztuki. Ponadto zadaniem Galerii jest opieka nad amatorskim ruchem artystycznym i popularyzacja folkloru poprzez organizację wystaw, konkursów, pokazów i warsztatów, imprez (w tym plenerowych) z udziałem twórców i zespołów ludowych. Galeria utrzymuje stały kontakt z instytucjami, placówkami i stowarzyszeniami zajmującymi się sztuką ludową i nieprofesjonalną w całym kraju, współpracuje z indywidualnymi twórcami ludowymi. Galeria jest organizatorem dwóch ogólnopolskich imprez: Ogólnopolskiego konkursu malarskiego im. Teofila Ociepki zakończonego wystawą pokonkursową.oraz Ogólnopolskiego Przeglądu Amatorskiej Tkaniny Unikatowej.